# Willy Gordon

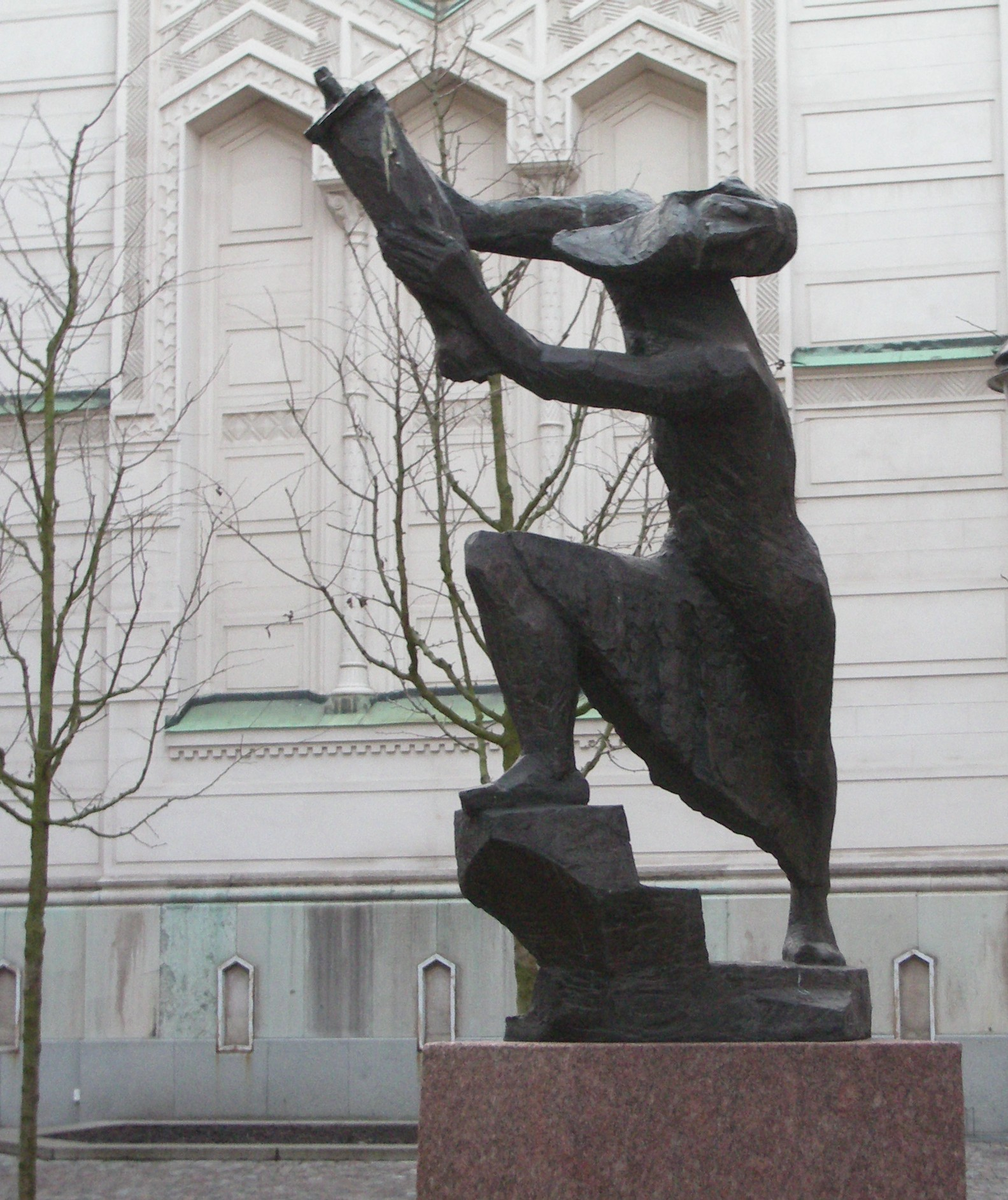
Stufen mit Tora, Stockholm

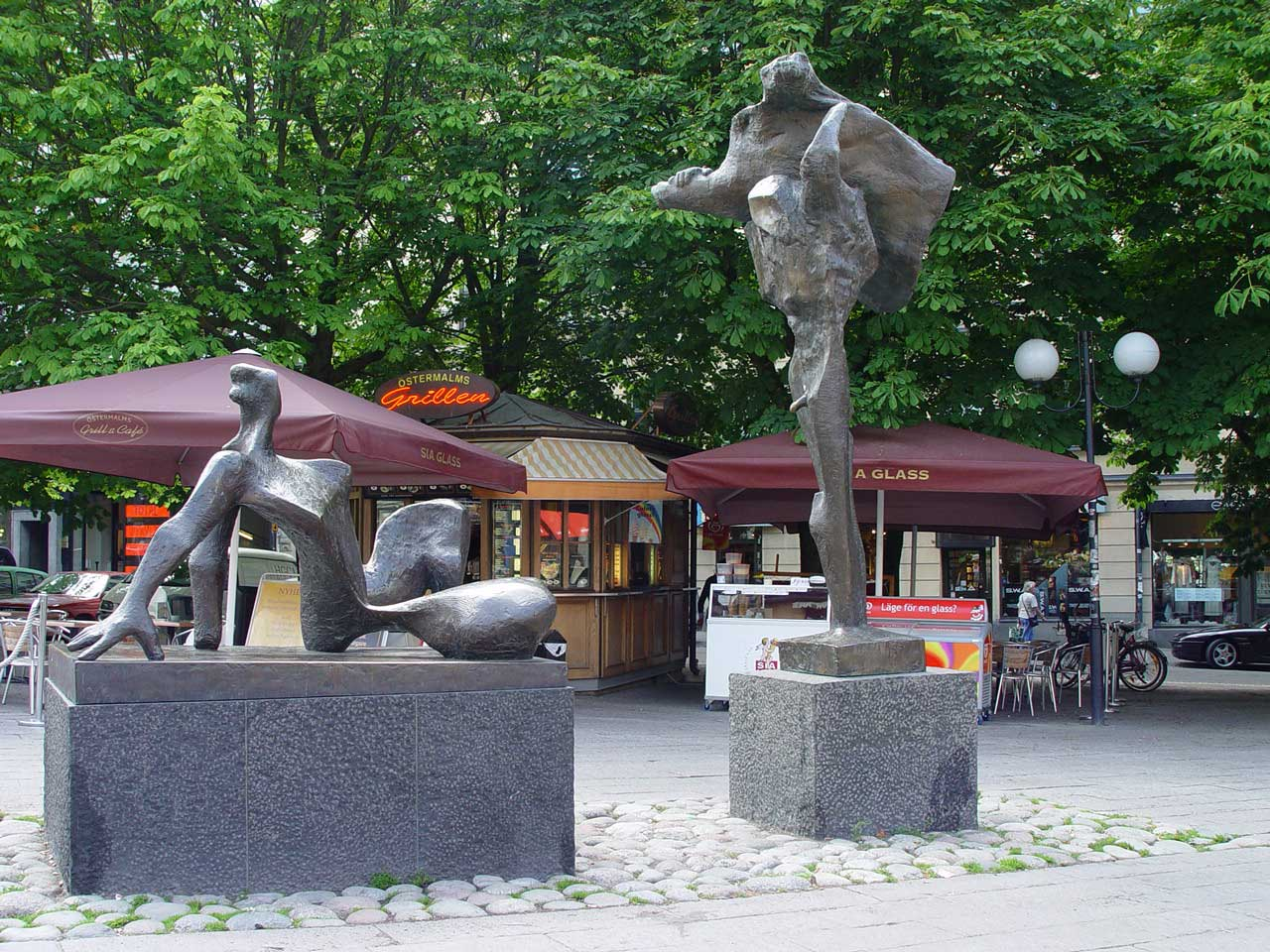
Die Zusammenkunft, Stockholm

Willy Gordon (* 2. Juli 1918 in Reņģe, Bezirk Saldus in Lettland; † 12. Juli 2003 in Stockholm) war ein schwedischer Bildhauer des 20. Jahrhunderts.

## Leben
Gordon emigrierte im Alter von acht Jahren mit seiner Familie aus dem Baltikum nach Malmö in Schweden, als sein Vater Israel Gordon (1882–1973) eine Stelle als Kantor in der Jüdischen Gemeinde Malmö antrat. Er studierte Bildhauerei an der Königlichen Akademie der Künste, der heutigen Konsthögskolan in Stockholm sowie später bei Ossip Zadkine in Paris. Gordons markante Skulpturen sind im öffentlichen Raum Schwedens, insbesondere in und um Stockholm, häufig anzutreffen.
In Stockholm, das ihm geographisch ein Lebensmittelpunkt war, stehen etwa ein Dutzend von ihnen. Dazu gehören die Frauen (1968) im Ortszentrum von Fruängen, Lebendes Erz am Karlavägen, einer Straße im Stadtteil Östermalm und die Stufen mit Tora vor der Synagoge auf Blasieholmen, einer Halbinsel in der Innenstadt von Stockholm. In Malmö befindet sich ein von ihm geschaffenes Denkmal, das an die Opfer des Holocaust erinnert.
Er schuf auch Statuen bekannter Persönlichkeiten, wie die des Tenors Jussi Björling, ausgestellt im Björling-Museum in Borlänge, Evert Taube die Laute spielend an der Evert Taube Terrasse in Riddarholmen oder die Skulptur der Nobelpreisträgerin Selma Lagerlöf mit dem Titel Kristall des Schmerzes.
Das von Gordon ebenfalls geschaffene Erinnerungsmal für den schwedischen Diplomaten Raoul Wallenberg befindet sich in der Nähe von dessen Haus in Lidingö auf der Insel Lidingö vor Stockholm.
Kontroverse Aufmerksamkeit erlangte Gordon mit seiner Skulptur Die Zusammenkunft. Dieses Werk steht auf dem Östermalmstorget, dem zentralen Platz des vornehmen Stockholmer Stadtteils Östermalm. Es zeigt einem Mann mit entblösstem Glied, der ein Fleischstück auf den Schultern trägt, vor einer in konzeptiver Stellung daliegenden Frau. Neben der kontroversen Diskussion des Sujets war diese Skulpturengruppe bereits zweimal, zuletzt im Dezember 2006, Gegenstand von Vandalismus und entmannender Sachbeschädigung. Es gibt dieses Werk auch als verkleinerte Ausgabe in limitierter Auflage im Kunsthandel, ein Exemplar steht als Geschenk des Künstlers in Ausstellung der Kunstsammlung des Bommersvik College in Schweden.
Im Werk Gordons sind der Einfluss seines Lehrers Zadkine, aber auch Einflüsse von Eric Grate und Henry Moore unschwer zu erkennen.